# Harpídeos
Harpídeos (Harpidae; nomeadas, em inglês, harp -sing. para as espécies da subfamília Harpinae e morum -sing. para as espécies da subfamília Moruminae) é uma família de moluscos gastrópodes marinhos, predadores de crustáceos, classificada por Heinrich Georg Bronn, em 1849, e pertencente à subclasse Caenogastropoda, na ordem Neogastropoda. Sua distribuição geográfica abrange principalmente os oceanos tropicais da Terra (particularmente no hemisfério sul e notadamente na região do Indo-Pacífico, onde o gênero Harpa é o mais representativo), em profundidades de até 200 metros. Os Harpidae são conhecidos pela capacidade do animal em amputar a parte traseira do pé, caso um predador esteja em sua perseguição, deixando um remanescente contorcido para distrair o seu perseguidor (autotomia).

A região tropical do Indo-Pacífico (imagem) é o principal habitat das espécies do gênero Harpa[7]; com uma das espécies, Harpa doris Röding, 1798, no leste do Atlântico.[6][13]
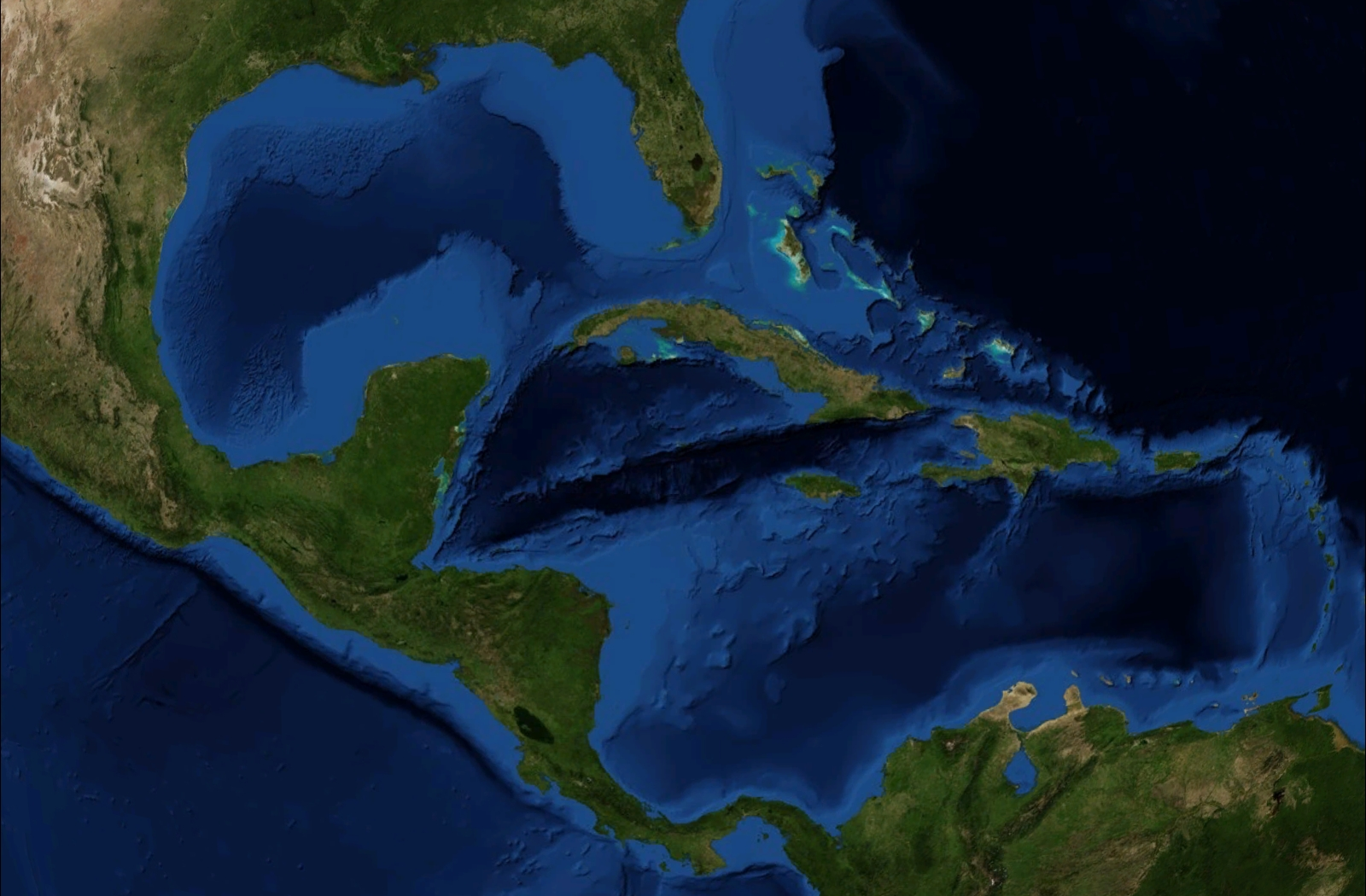
Os Harpidae do gênero Morum Röding, 1798 também são encontrados no oeste do Atlântico, como o golfo do México e mar do Caribe (imagem), até a costa do Brasil.

## Descrição, habitat e hábitos
Compreende, em sua totalidade, caramujos ou búzios de concha ovoide ou subcilíndrica, com canal sifonal curto e com espiral de baixa estatura e ampla volta terminal; geralmente não ultrapassando os 10 centímetros de comprimento e com desenhos e marcações coloridas, no caso de Harpa; todos geralmente esculpidos com costelas axiais (Harpa), nódulos ou relevos reticulados (Morum), o que os torna populares entre os colecionadores. Possuem perióstraco ausente, columela sem pregas, ou dobras, e opérculo ausente ou vestigial. Sua cabeça é pequena e dotada de um longo sifão entre 2 tentáculos delgados, que exibem olhos claramente visíveis em sua base lateral externa. Pé muito grande e carnudo, dividido em 2 partes: a parte anterior muito expandida lateralmente e a parte posterior alongada e apontada para trás. Todas as partes expostas do animal costumam ser vividamente pintadas em vários tons de marrom e vermelho e salpicadas de manchas amareladas. Animais ativos e fossoriais, vivendo em fundos arenosos, em profundidades que variam dos níveis da maré baixa, na zona nerítica, até a zona profunda, na plataforma continental. Os crustáceos que os Harpidae capturam são revestidos com muco e grãos de areia do substrato, provavelmente anestesiados, mortos e parcialmente digeridos por secreções de sua saliva. O terceiro gênero da família, Austroharpa, apresenta conchas de formato mais parecido com o de Harpa, menos coloridas, com protoconcha arredondada e com o relevo de sua espiral mais similar ao de espécies de Morum; todas nativas da Austrália meridional.

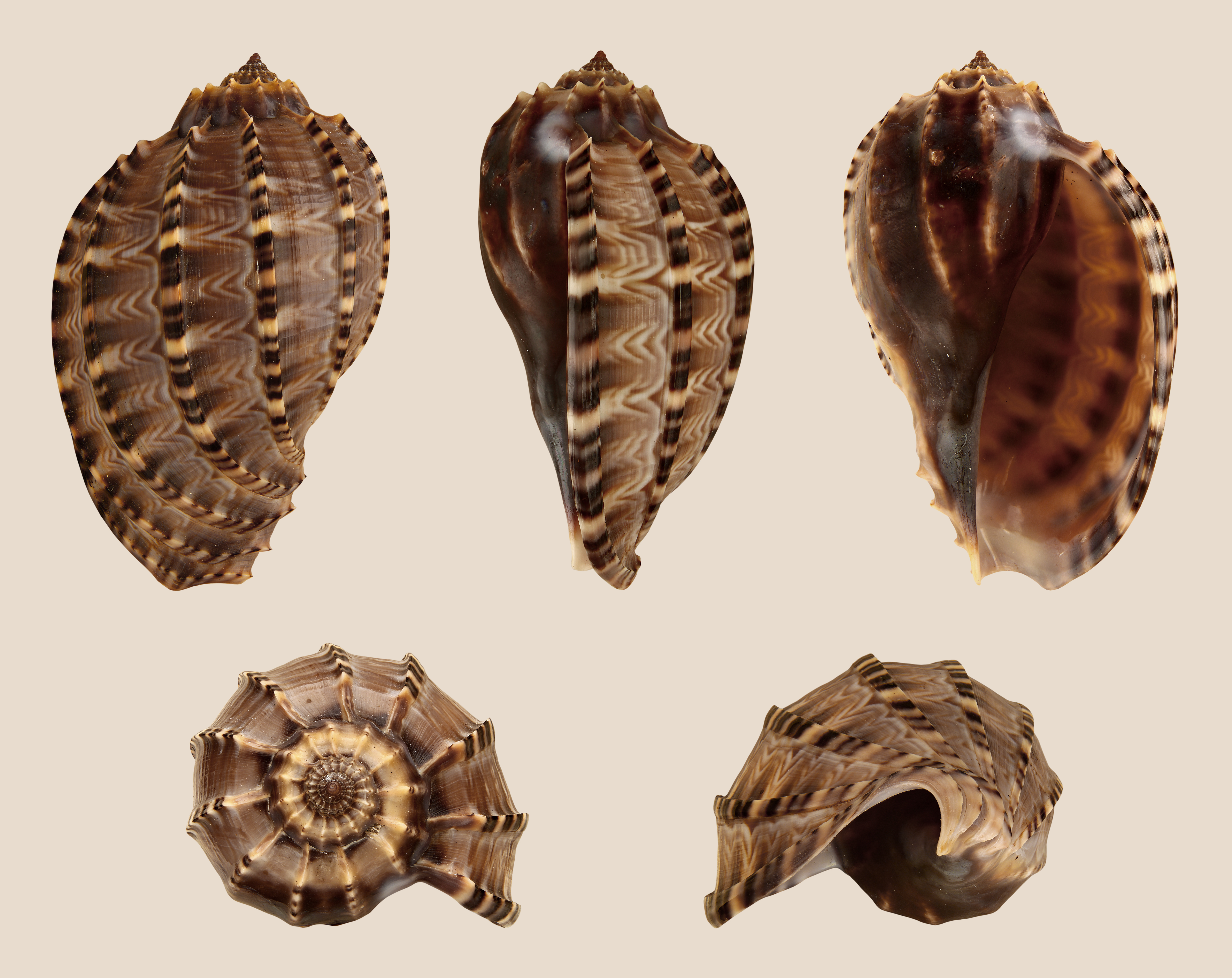
Cinco vistas da concha de Harpa articularis Lamarck, 1822[6], encontrada no sudoeste do oceano Pacífico.
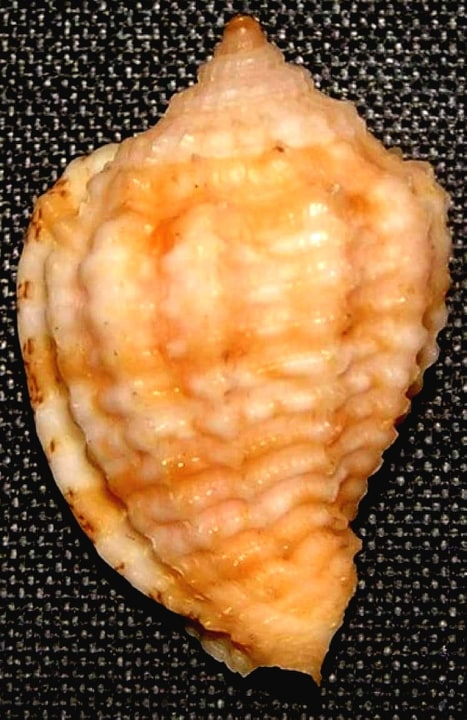
Vista superior da concha de Morum praeclarum Melvill, 1919, encontrada no sudeste da África.
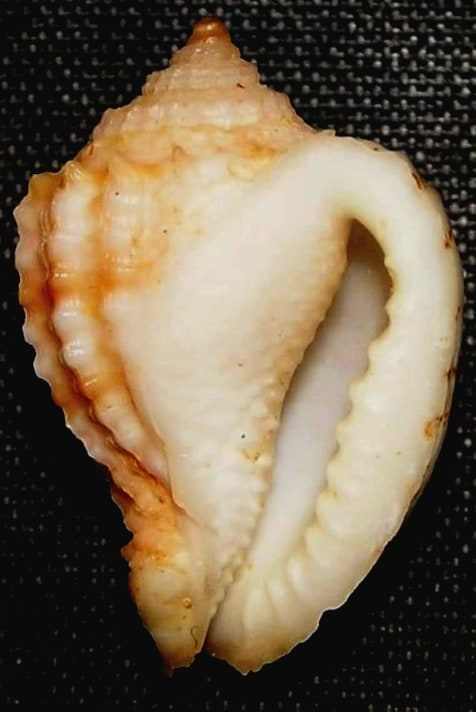
Vista inferior da concha de Morum praeclarum Melvill, 1919.

## Taxonomia
Segundo o World Register of Marine Species, a posição taxonômica dos Harpidae, dentro de uma superfamília, ainda não está bem estabelecida; tendo sido encaixada entre os Volutoidea, e já tendo sido incluída entre os Olividae (gênero Harpa). Posteriormente sua inclusão foi na superfamília Muricoidea, com referências taxonômicas, antigas, agrupando Harpa com Magilus e Coralliophila, sob o nome de família Magilidae. No caso do gênero Morum, pelas características de sua concha, ele esteve entre os Cassidae, porém foi retirado deste táxon por Hughes, em 1986, devido às diferenças anatômicas do animal.

## Classificação deHarpidae: subfamílias e gêneros
De acordo com o World Register of Marine Species, incluídos os sinônimos.
- Volta corporal inflada, globosa a oval, e ampla abertura; com espiral baixa, lábio externo e columela sem dentículos ou verrucosidades. Superfície geralmente colorida e dotada de costelas axiais proeminentes.[7][12][16]

Subfamília Harpinae Bronn, 1849
Gênero Austroharpa Finlay, 1931; inclui Palamharpa Iredale, 1931
Gênero Harpa Röding, 1798; inclui Harpalis Link, 1807
- Abertura estreita e longa, equivalente ao comprimento de sua volta corporal; com lábio externo espessado e denticulado em sua superfície interna, ou também com verrucosidades em sua columela. Conchas geralmente subcilíndricas e menores que os 6 centímetros de comprimento, com superfície geralmente dotada de nódulos ou reticulada.[2][12][14][16]

Subfamília Moruminae Hughes & Emerson, 1987
Gênero Morum Röding, 1798; inclui Cancellomorum Emerson & Old, 1963; Oniscidia Mörch, 1852 e Pulchroniscia Garrard, 1961